# Доброселица (Рековац)
Доброселица је насеље у Србији у општини Рековац у Поморавском округу. Према попису из 2022. било је 2 становника.

## Историја
До Другог српског устанка Доброселица се налазила у саставу Османског царства. Након Другог српског устанка Доброселица улази у састав Кнежевине Србије и административно је припадала Јагодинској нахији и Левачкој кнежини све до 1834. године када је Србија подељена на сердарства.

## Демографија
У насељу Доброселица живи 36 пунолетних становника, а просечна старост становништва износи 70,8 година (70,4 код мушкараца и 71,3 код жена). У насељу има 21 домаћинство, а просечан број чланова по домаћинству је 1,71.
Ово насеље је великим делом насељено Србима (према попису из 2002. године).
|  |

| Демографија | Демографија | Демографија |
| Година      | Становника  | Становника  |
| ----------- | ----------- | ----------- |
| 1948.       | 344         |             |
| 1953.       | 350         |             |
| 1961.       | 324         |             |
| 1971.       | 226         |             |
| 1981.       | 121         |             |
| 1991.       | 71          | 71          |
| 2002.       | 36          | 36          |

| Етнички састав према попису из 2002.‍ | Етнички састав према попису из 2002.‍ | Етнички састав према попису из 2002.‍ | Етнички састав према попису из 2002.‍ | Етнички састав према попису из 2002.‍ |
| ------------------------------------ | ------------------------------------ | ------------------------------------ | ------------------------------------ | ------------------------------------ |
|                                      |                                      |                                      |                                      |                                      |
| Срби                                 | Срби                                 |                                      | 34                                   | 94,44%                               |
| непознато                            | непознато                            |                                      | 2                                    | 5,55%                                |

| Доброселица у пописима Јагодинске нахије — од 1818. до 1829.                      |       |       |       |       |       |       |          |       |       |       |       |       |
| Година пописа                                                                     | 1818. | 1819. | 1820. | 1821. | 1822. | 1823. | 1824/25. | 1825. | 1826. | 1827. | 1828. | 1829. |
| Куће                                                                              | -     | -     | 6     | 6     | 7     | 7     | 8        | 8     | 8     | 7     | 7     | 7     |
| Пореске главе*                                                                    | -     | -     | 9     | 10    | 12    | 12    | 12       | 11    | 10    | 10    | 9     | 10    |
| Арачке главе**                                                                    | -     | -     | 22    | 20    | 22    | 22    | 24       | 23    | 27    | 25    | 27    | 28    |
| *Пореске главе = Ожењени мушкарци \| ** Арачке главе = Мушкарци од 7 до 70 година |       |       |       |       |       |       |          |       |       |       |       |       |

| Година пописа     | 1948. | 1953. | 1961. | 1971. | 1981. | 1991. | 2002. |
| ----------------- | ----- | ----- | ----- | ----- | ----- | ----- | ----- |
| Број домаћинстава | 68    | 65    | 69    | 61    | 53    | 37    | 21    |

| Број чланова      | 1  | 2 | 3 | 4 | 5 | 6 | 7 | 8 | 9 | 10 и више | Просек |
| ----------------- | -- | - | - | - | - | - | - | - | - | --------- | ------ |
| Број домаћинстава | 10 | 8 | 2 | 1 | 0 | 0 | 0 | 0 | 0 | 0         | 1,71   |

| Пол    | Укупно | Неожењен/Неудата | Ожењен/Удата | Удовац/Удовица | Разведен/Разведена | Непознато |
| ------ | ------ | ---------------- | ------------ | -------------- | ------------------ | --------- |
| Мушки  | 19     | 2                | 10           | 7              | 0                  | 0         |
| Женски | 17     | 0                | 11           | 5              | 1                  | 0         |
| УКУПНО | 36     | 2                | 21           | 12             | 1                  | 0         |

| Пол    | Укупно                    | Пољопривреда, лов и шумарство | Рибарство                            | Вађење руде и камена | Прерађивачка индустрија       |
| ------ | ------------------------- | ----------------------------- | ------------------------------------ | -------------------- | ----------------------------- |
| Мушки  | 13                        | 13                            | 0                                    | 0                    | 0                             |
| Женски | 12                        | 12                            | 0                                    | 0                    | 0                             |
| УКУПНО | 25                        | 25                            | 0                                    | 0                    | 0                             |
| Пол    | Производња и снабдевање   | Грађевинарство                | Трговина                             | Хотели и ресторани   | Саобраћај, складиштење и везе |
| Мушки  | 0                         | 0                             | 0                                    | 0                    | 0                             |
| Женски | 0                         | 0                             | 0                                    | 0                    | 0                             |
| УКУПНО | 0                         | 0                             | 0                                    | 0                    | 0                             |
| Пол    | Финансијско посредовање   | Некретнине                    | Државна управа и одбрана             | Образовање           | Здравствени и социјални рад   |
| Мушки  | 0                         | 0                             | 0                                    | 0                    | 0                             |
| Женски | 0                         | 0                             | 0                                    | 0                    | 0                             |
| УКУПНО | 0                         | 0                             | 0                                    | 0                    | 0                             |
| Пол    | Остале услужне активности | Приватна домаћинства          | Екстериторијалне организације и тела | Непознато            | Непознато                     |
| Мушки  | 0                         | 0                             | 0                                    | 0                    | 0                             |
| Женски | 0                         | 0                             | 0                                    | 0                    | 0                             |
| УКУПНО | 0                         | 0                             | 0                                    | 0                    | 0                             |